# Algorithme de Minasi
L´algorithme de Minasi est un algorithme utilisé en intelligence artificielle. Il fait partie de la famille des Mind-Reading Machines (MRM). Il permet notamment de prédire les coups d'un joueur adverse grâce à l'utilisation d'un historique des coups déjà rencontrés.
Historiquement, cet algorithme a été développé pour le jeu pierre-feuille-ciseaux.

## Principes
L’algorithme de Minasi suppose que les conséquences de situations sont les mêmes quand les circonstances de ces situations sont approximativement les mêmes. Il n’adapte pas sa stratégie en fonction des résultats obtenus et ne considère pas que l'environnement puisse évoluer parallèlement. 
« Minasi » possède, en quelque sorte, un modèle de son environnement, consistant uniquement en l’enregistrement des situations rencontrées.